# Kokhus

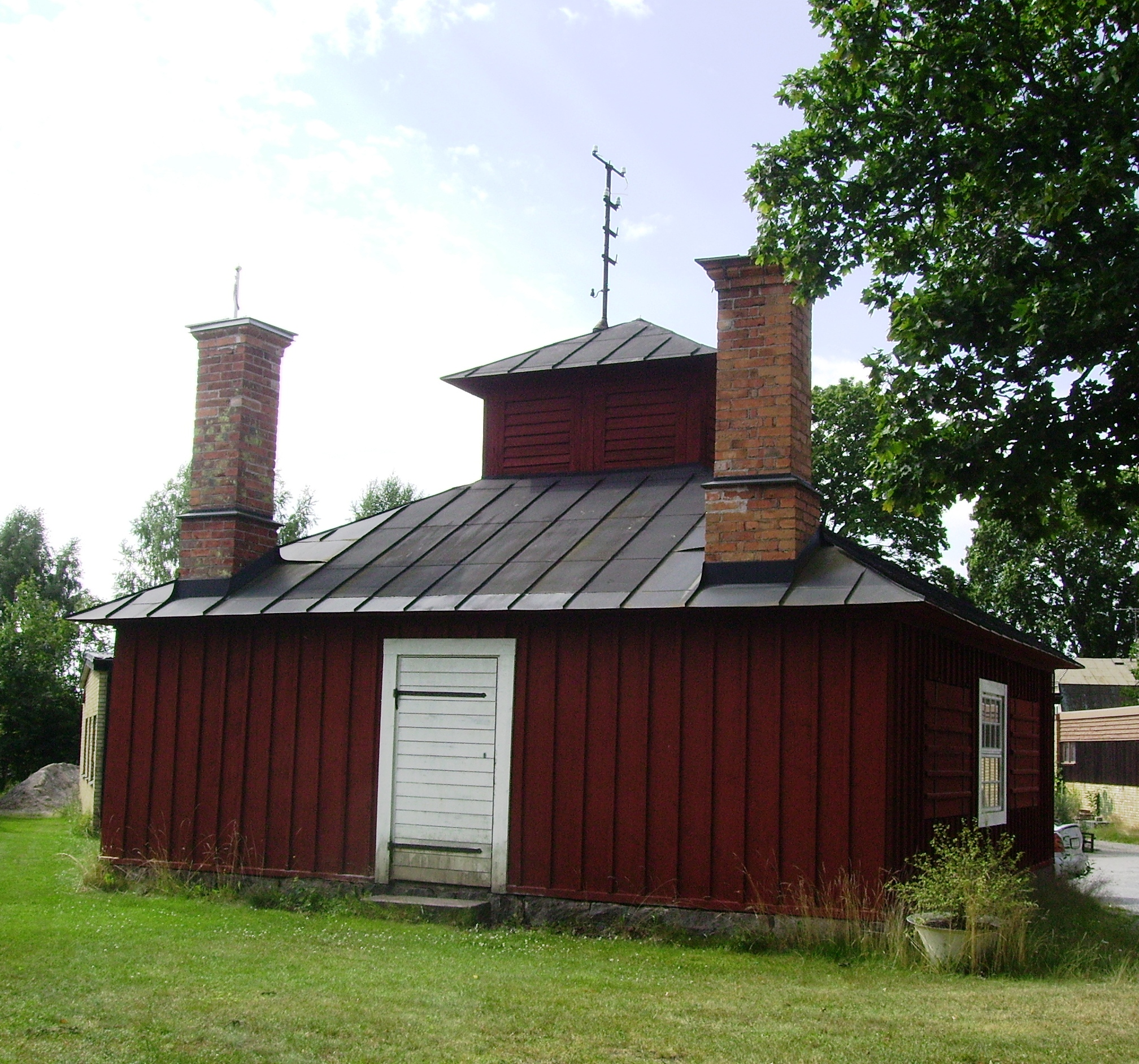
Kokhus i Malmköping

Kokhus är en enskild byggnad avsedd i första hand för matlagning.
Kokhusen blev först vanliga på Sveriges militära mötesplatser. Kokhus med ångkokningsapparater skulle efter 1878 byggas för rikets militärer. Tidigare hade soldaterna lagat sin mat utomhus, alternativt i kokgropar eller stora grytor. Ett stort problem härvidlag var att allehanda smutspartiklar hamnade i maten på grund av väder och vind.
I kokhusen fanns en kokhusföreståndare som stod för matlagningen tillsammans med meniga soldater. Först på 1880-talet byggdes matsalar för soldaterna.
Kokhus (även kallat störshus, eldhus eller kokstad) har funnits sedan mitten på 1000-talet och varit en viktig del i böndernas matlagning. Huset var ofta placerat utanför gårdsplanen (boningen) på grund av brandrisken. Ett kokhus fanns oftast bredvid mansgården men i många fall även vid betesmarker, jaktmarker och slåtterängar som låg distanserat från mansgården. Där skedde oftast övernattning i bostugor men i fall där sådan saknades så skedde övernattningen i kokhuset.